# Sidbec
Sidbec, contraction de Sidérurgie Québec, est une ancienne société sidérurgique fondée en 1964 par le gouvernement du Québec, de Jean Lesage, dans le cadre des politiques interventionnistes de l'époque visant à moderniser l'économie et à assurer une plus grande autonomie économique pour la province. Créée dans l'esprit de la Révolution tranquille et de la vision « Maîtres chez nous », Sidbec avait pour mission de développer un complexe sidérurgique à Bécancour afin de répondre aux besoins locaux en acier et de soutenir le développement industriel de la région. Ses objectifs incluaient aussi de contrer l'avantage de prix de l'Ontario dans la production d’acier et de transformer localement le minerai de fer extrait de la Côte-Nord, qui était majoritairement exporté aux États-Unis. Après l'abandon du projet initial de Bécancour, Sidbec se concentre sur l'acquisition de l’aciérie Dominion Steel and Coal Corporation (Dosco) à Contrecœur.
Au cours des décennies suivantes, Sidbec diversifie ses activités par des acquisitions et la création de filiales, contribuant à l'essor de l'industrie sidérurgique québécoise. Malgré les défis financiers, notamment ceux liés à ses activités minières, la société poursuit ses opérations manufacturières et s’associe à des entreprises privées dans les années 1980 pour renforcer sa position sur le marché local. Sidbec devient ainsi un acteur central du développement économique québécois en contribuant à l’autonomie industrielle et en favorisant la gestion locale de la production d’acier.
En 2004, la société est officiellement dissoute, marquant ainsi la fin de son rôle dans l'industrie sidérurgique de la province.

## Historique

### Fondation et contexte (1964-1968)

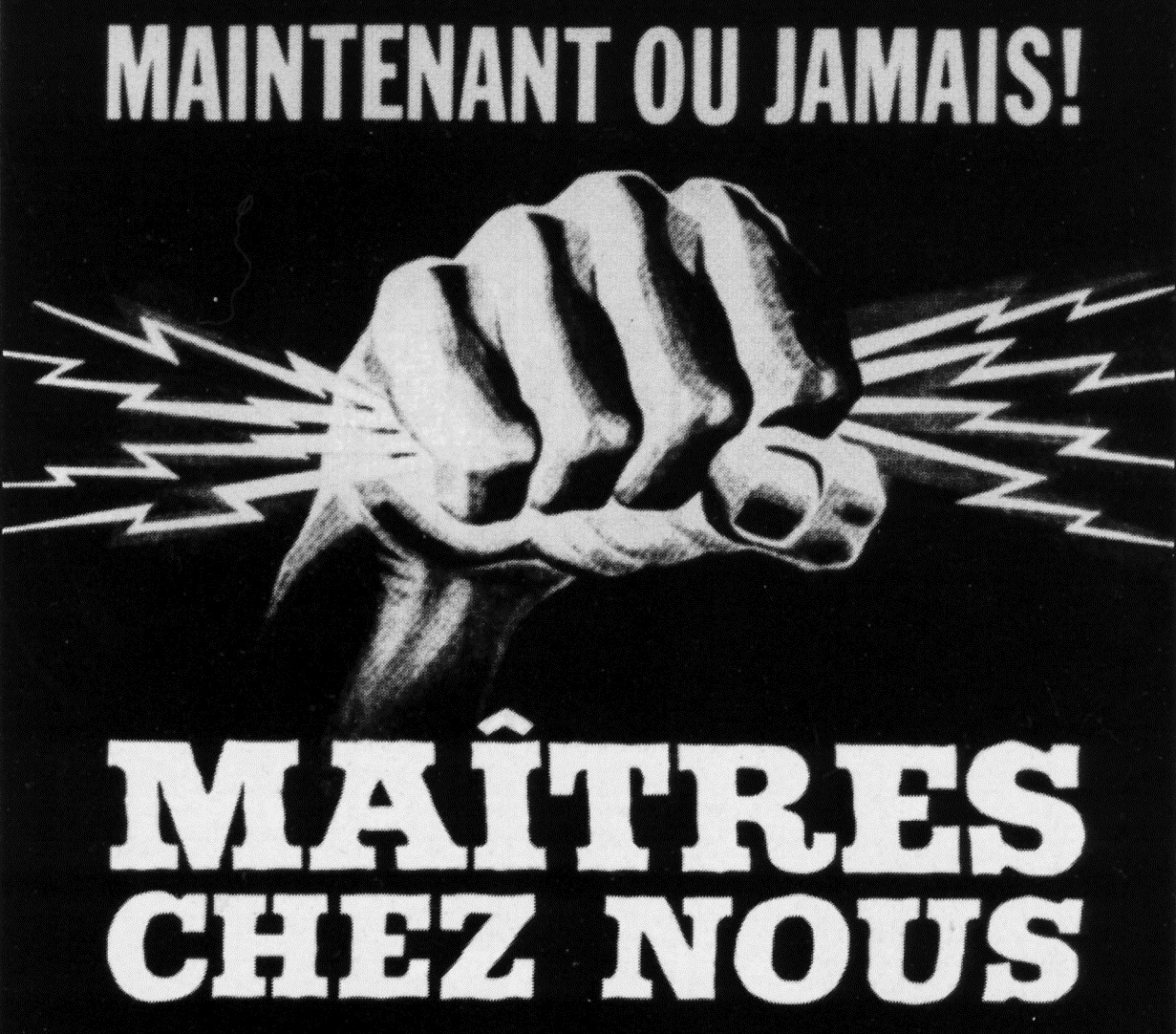
Slogan « Maîtres chez nous » sur un dépliant électoral du Parti libéral du Québec, emblématique de la campagne nationaliste du gouvernement Lesage en 1962.

Sidbec est une société sidérurgique québécoise fondée le 18 novembre 1964 par le gouvernement du Québec, dans le cadre de la Révolution tranquille, une période marquée par des politiques interventionnistes visant à renforcer l'autonomie économique de la province. Ce projet s'inscrit dans la vision « Maîtres chez nous », dont l'objectif était de réduire la dépendance de l'économie québécoise à l'égard des entreprises anglophones et étrangères, qui contrôlaient alors la majorité des industries,.
La création de Sidbec avait pour but d'établir un complexe sidérurgique intégré contrôlant chaque étape de la chaîne de production, de l'extraction des ressources (notamment le minerai de fer de la Côte-Nord) jusqu'à la commercialisation des métaux raffinés, tout en incluant la production de coke et de gaz. La Confédération des syndicats nationaux (CSN) et d'autres acteurs ont plaidé pour un contrôle public de Sidbec afin de concurrencer les grandes entreprises sidérurgiques canadiennes, comme celles de Hamilton, et de stabiliser les prix pour le marché québécois.
La CSN mettait également en avant l'importance de cette entreprise pour le développement économique régional et l'établissement de pôles industriels capables de stimuler l'emploi et de soutenir une industrie manufacturière québécoise diversifiée. L'exemple de la Suède est souvent cité dans les débats, en tant que modèle de réussite pour un petit pays ayant établi une sidérurgie dynamique sous gestion publique. La fondation de Sidbec est ainsi perçue comme une étape clé de la modernisation économique et de l'affirmation du Québec sur le plan industriel.

### Expansion et acquisition de Dosco (1968-années 1970)

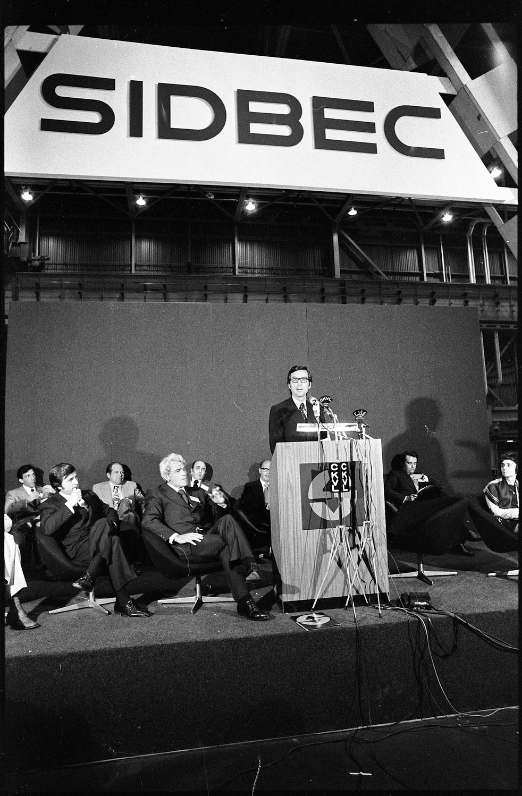
Inauguration de Sidbec-Dosco à Contrecœur en 1972

Peu après sa création, le 27 décembre 1968, Sidbec acquiert Dominion Steel and Coal Corporation (Dosco), une entreprise établie en Nouvelle-Écosse, et avec elle, plusieurs usines au Québec (à Contrecœur, Montréal, et LaSalle) et en Ontario (à Etobicoke),,. Cette acquisition permet à Sidbec d'éliminer son seul concurrent au Québec, consolidant ainsi sa position dans l'industrie sidérurgique locale et la plaçant au quatrième rang des producteurs d'acier au Canada,. En tant que président-directeur général de Sidbec et Sidbec-Dosco, Jean-Paul Gignac dirige cette période de croissance et de consolidation, occupant ces postes jusqu'en 1979. L'entreprise investit dans des installations de fabrication d'acier brut, avec la construction d'une usine de réduction directe du minerai de fer. En mars 1972, la filiale Dosco devient officiellement Sidbec-Dosco, et en 1973, la filiale Sidbec-Feruni est fondée pour la gestion de la ferraille destinée aux aciéries.

### Développements et diversification
Durant les années 1970, Sidbec continue d'étendre ses capacités industrielles, notamment par la création de Sidbec-Normines en 1976, une filiale minière chargée de l'exploitation d'un gisement de minerai de fer au lac Fire et de la production de boulettes de fer à Port-Cartier.
En 1977, elle acquiert également les installations de Quebec Steel Products à Longueuil, incluant une mini-aciérie et un laminoir de barres et de profilés. En 1978, la filiale Sidbec International est établie pour soutenir l'expansion de Sidbec sur les marchés internationaux.

### Restructuration, partenariats et tentative de privatisation
Au début des années 1980, Sidbec fait face à des pertes financières importantes, principalement en raison de sa filiale minière Sidbec-Normines, qui accumule un déficit croissant depuis la fin des années 1970. Afin de remédier à cette situation, un plan de redressement est adopté en 1982 par le conseil d'administration, avec pour objectif de rationaliser les opérations de Sidbec et de recentrer ses activités sur la production d'acier. Le plan prévoit la fermeture des installations non rentables, en particulier dans le secteur des produits plats, et l'abandon progressif des unités obsolètes. En parallèle, Sidbec entreprend la modernisation d'infrastructures stratégiques, telles que les fours électriques de Contrecœur et certains laminoirs à Montréal.
Dans le cadre de cette restructuration, une réflexion est également menée sur la privatisation de Sidbec, qui pourrait potentiellement alléger le fardeau financier de l'entreprise et la rendre plus compétitive sur le long terme. Bien que cette option ne soit pas retenue, elle démontre la volonté de Sidbec de trouver des solutions pour rééquilibrer ses finances tout en offrant au gouvernement de nouvelles perspectives stratégiques.
Les efforts de modernisation, combinés à une réduction des activités dans les segments moins rentables, permettent à Sidbec de renforcer sa compétitivité dans des secteurs à fort potentiel, comme les produits longs et les tubes. Malgré les défis, cette réorganisation vise à assurer la viabilité de l'entreprise dans un contexte de concurrence accrue et de crise industrielle, en maintenant une présence forte sur le marché québécois de l'acier.

### Dissolution (2004)
La dissolution officielle de Sidbec intervient en décembre 2004 avec l'adoption de la Loi abrogeant la Loi sur l'établissement par Sidbec d'un complexe sidérurgique, marquant la fin d'un acteur clé de l'industrie sidérurgique québécoise depuis 1964. Ce projet de loi, adopté par l'Assemblée nationale du Québec et sanctionné le 17 décembre 2004, abolit les législations fondatrices de Sidbec, ainsi que celles de la Société du parc industriel et portuaire Québec-Sud. À la dissolution de Sidbec, ses actifs et ses obligations financières, notamment ses dettes envers le Fonds de financement, sont transférés au ministère du Développement économique et régional. Cette dissolution marque un tournant dans les politiques industrielles du Québec, mettant fin à l'implication directe de l'État dans le secteur de la sidérurgie et intégrant les responsabilités de Sidbec aux structures administratives gouvernementales.

## Filiales

### Sidbec-Dosco

#### Origines et développement initial
Sidbec-Dosco représente le secteur manufacturier de Sidbec, axé sur la transformation des matières premières en produits sidérurgiques finis. En 1968, Sidbec acquiert les usines de la Dominion Steel and Coal Corporation (Dosco), marquant ainsi le début de sa stratégie d'intégration verticale et de consolidation dans l’industrie sidérurgique québécoise. À cette époque, les installations sont encore limitées, comprenant notamment une petite aciérie à Montréal, plusieurs laminoirs, une boulonnerie, et une clouterie à Contrecœur, Montréal, LaSalle et Etobicoke.

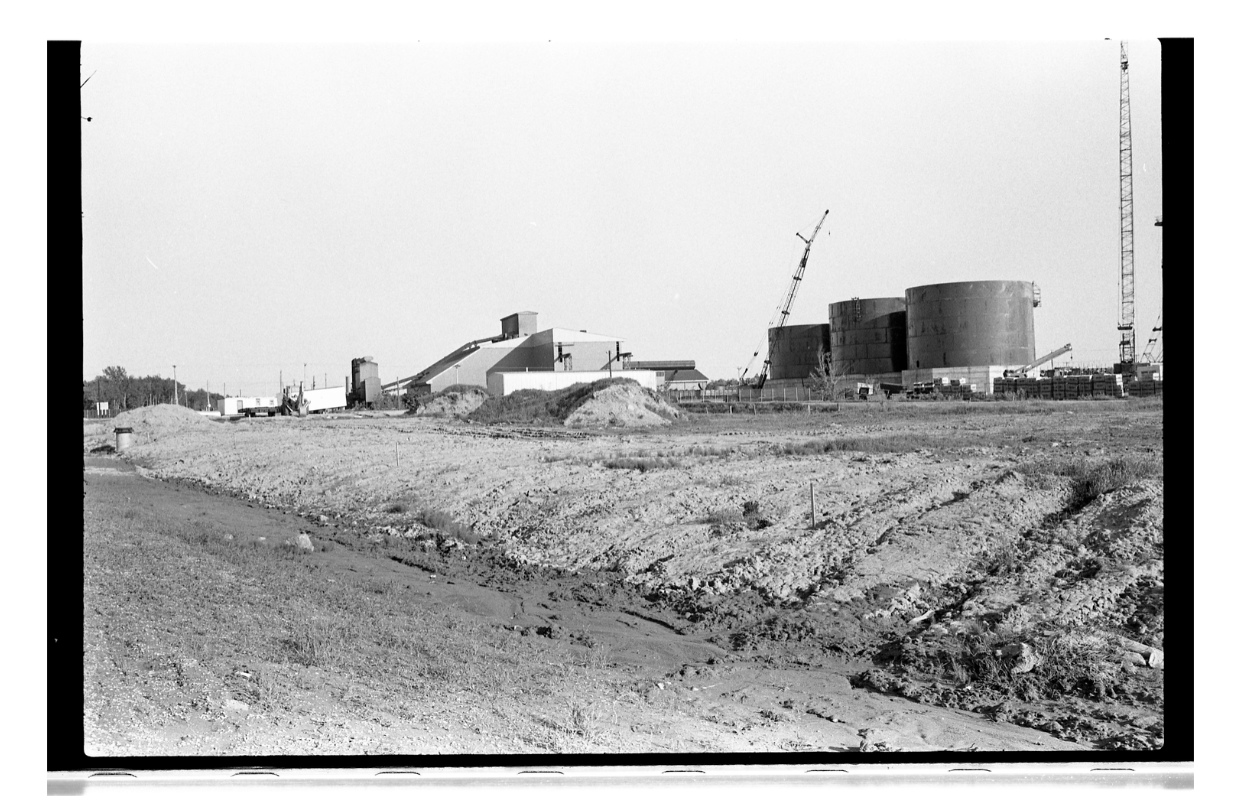
Vue extérieure des installations de Sidbec-Dosco à Contrecœur lors de son inauguration en 1972
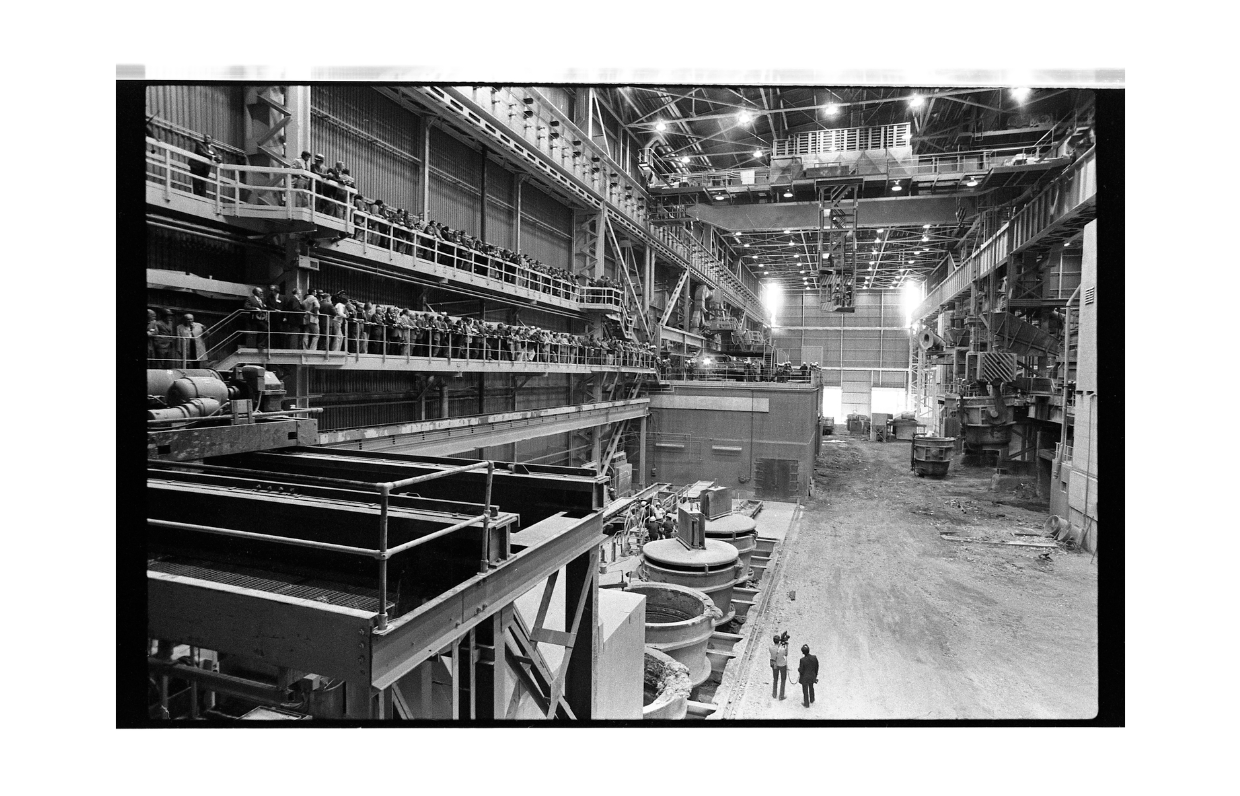
Visiteurs rassemblés à l'intérieur de l'usine de Contrecœur en 1972 lors de l'inauguration
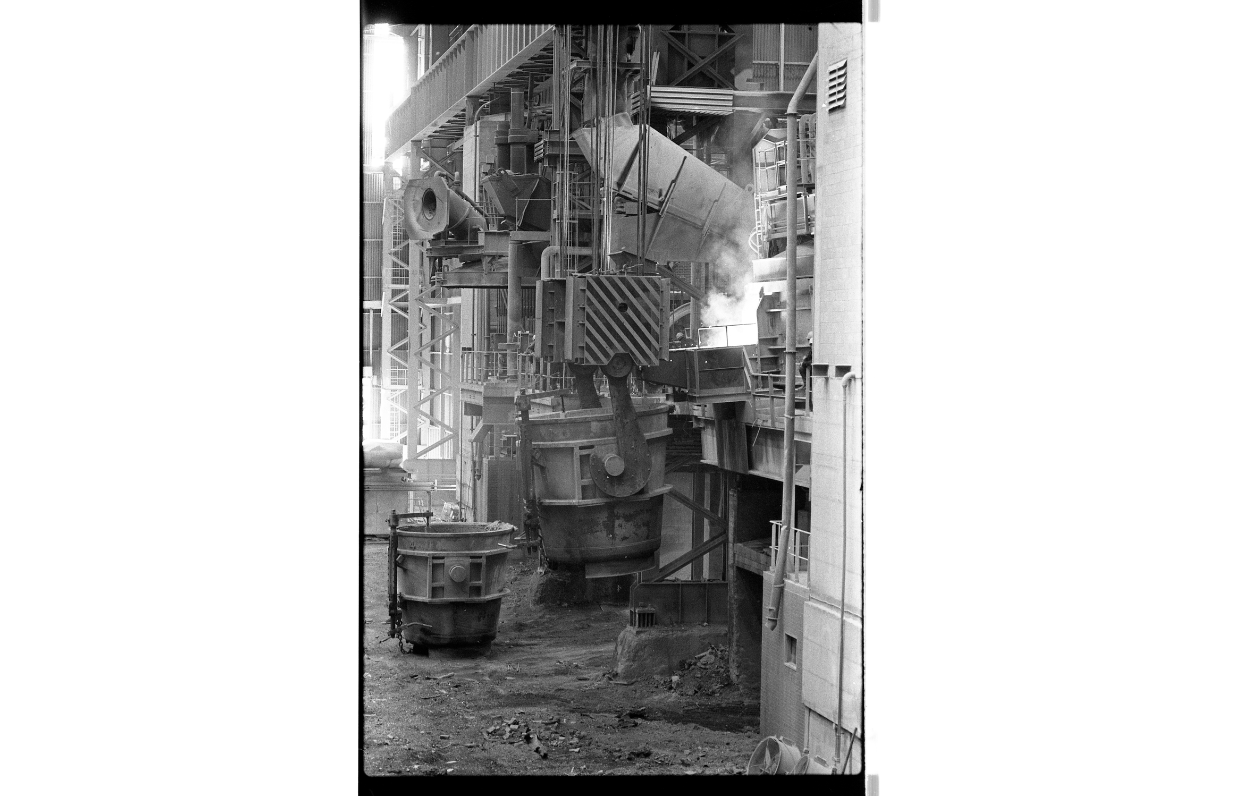
Coulée d'acier réalisée à l'intérieur de l'usine de Contrecœur lors de l'inauguration en 1972

#### Programme d'expansion (1974-1977)
En 1974, Sidbec lance un programme d'expansion pour moderniser ses installations et accroître ses capacités de production. Parmi les nouveaux équipements ajoutés, on compte une aciérie à Contrecœur équipée d’une machine de coulée continue pour produire des billettes, ainsi qu’un four de réduction Midrex pour transformer les boulettes métalliques en acier. En parallèle, Sidbec fonde Sidbec-Feruni, une filiale dédiée à la récupération et à la transformation de la ferraille, pour approvisionner ses aciéries.
En 1977, une seconde phase d'expansion voit l’installation d’un second four Midrex, deux fours électriques supplémentaires et une machine de coulée continue à brames pour alimenter les laminoirs à plats, établissant les installations de Contrecœur à la fine pointe de la technologie de l’époque.

#### Innovations technologiques et production diversifiée
Les boulettes d'oxyde à faible teneur en silice sont produites à Port-Cartier et réduites en boulettes métalliques grâce au procédé Midrex alimenté au gaz naturel, une technologie coûteuse mais efficace qui fait de Sidbec-Dosco le premier transformateur de ferraille et de minerai au Québec. En tant que matière première, les ferrailles récupérées par Sidbec-Feruni et les boulettes réduites sont ensuite fondues dans les fours électriques pour créer une variété d'aciers.

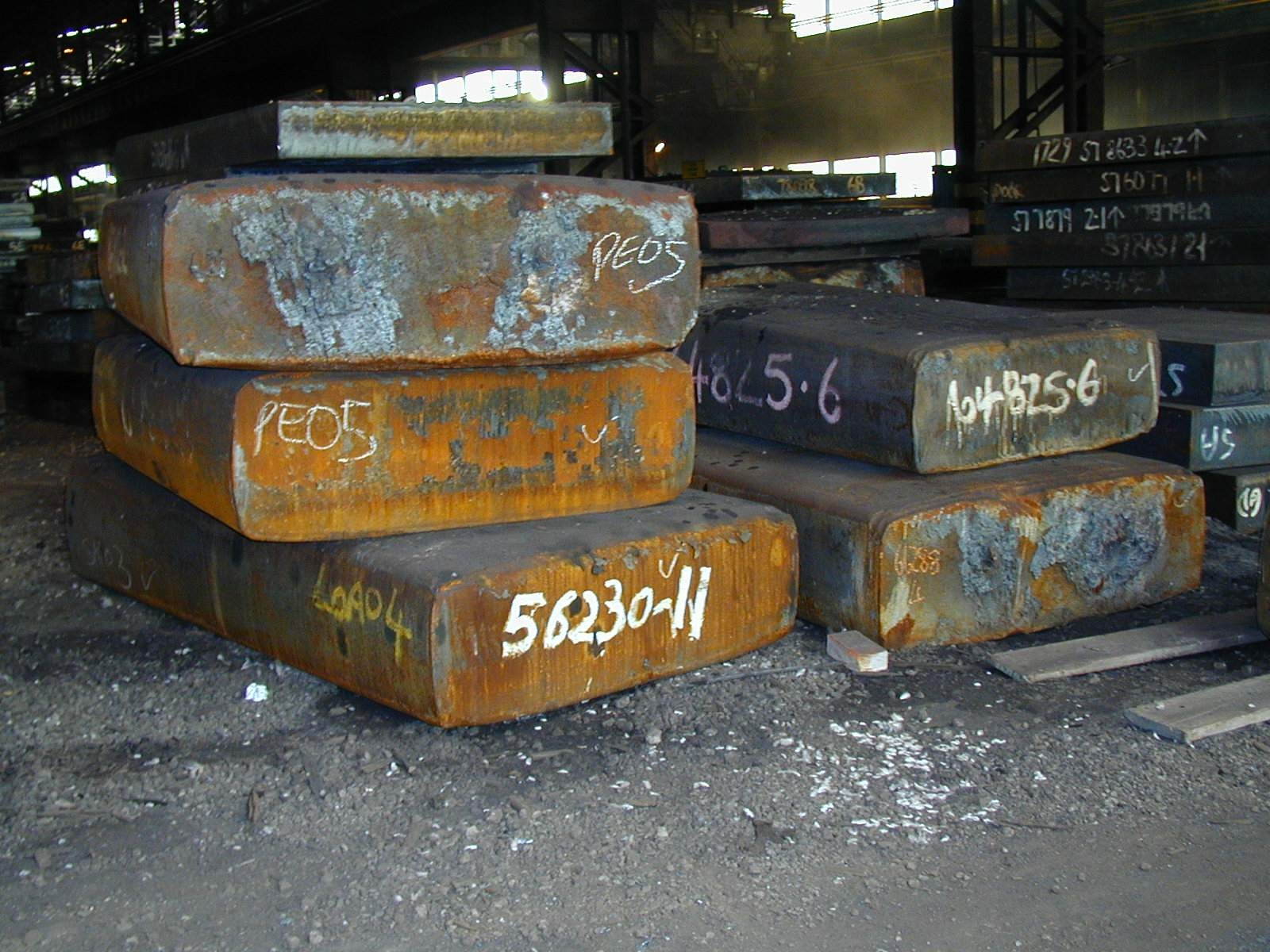
Brames d'acier prêtes pour les étapes de laminage et de transformation.

Sidbec-Dosco diversifie sa gamme de produits en transformant les brames d'acier en produits plats laminés à chaud, laminés à froid et en tubes. D’autres produits incluent des barres, des profilés, des fils machines, des treillis et divers produits dérivés fabriqués dans les installations de Contrecœur, Montréal, Longueuil, et Etobicoke.

#### Partenariats et diversification (1980s)
Pour renforcer sa compétitivité, Sidbec-Dosco s’associe à des entreprises du secteur privé, élargissant ainsi sa gamme de produits sidérurgiques. En 1987, elle crée Tubes Delta en partenariat avec Acier Nova, une société en commandite spécialisée dans la fabrication de tuyaux en acier extra-tenace soudés par résistance électrique. En 1988, Sidbec-Dosco collabore avec Dofasco pour fonder Sorevco, une usine de galvanisation de tôle à Côteau-du-Lac. Les filiales et partenaires de Sidbec-Dosco contribuent à diversifier la production, incluant notamment Sidbec-Feruni et Deitcher Brothers Inc., qui se spécialisent dans la récupération de ferraille d’acier, et Walker Wire (Ispat) Inc. ainsi qu’Acufil Ltd. Partnership, qui produisent des produits tréfilés. Cette organisation permet à Sidbec-Dosco de répondre aux besoins variés du marché québécois et de consolider sa présence dans le secteur sidérurgique.

#### Marché et positionnement stratégique
Sidbec-Dosco se positionne au quatrième rang parmi les producteurs d’acier brut au Canada. Bien que Stelco, Dofasco, et Algoma occupent les trois premières positions, Sidbec-Dosco conserve une place unique en raison de sa gamme de produits diversifiée, qui couvre les secteurs des produits plats, des barres, des profilés, et des produits dérivés de fil machine.
Sidbec-Dosco vend principalement au Québec (61,7 %), mais sert également les marchés de l’Ontario (35,9 %), de l’Atlantique (1,6 %), et de l’Ouest (0,8 %). Ses principaux clients incluent les centres de service, les fabricants d’acier, l’industrie automobile, et divers entrepreneurs, permettant à Sidbec-Dosco de maintenir une base de clientèle variée et robuste.

#### Privatisation et acquisition par ISPAT
En 1994, le gouvernement du Québec décide de privatiser Sidbec-Dosco dans le cadre d'une politique de réorientation des sociétés d’État, initiée en 1986 pour alléger la participation gouvernementale dans l’industrie. Un processus de sollicitation internationale est lancé en août 1993, attirant plus d'une centaine d'entreprises. La proposition la plus avantageuse provient de la société ISPAT Mexicana SA de CV, filiale du groupe ISPAT de la famille Mittal, qui propose 45 millions de dollars comptant, l'acquisition des dettes de Sidbec-Dosco estimées à 280 millions de dollars, et un remboursement de 86 millions de dollars envers Sidbec. ISPAT s’engage également à investir 100 millions de dollars sur cinq ans pour accroître la production et diversifier les produits d'acier à plus grande valeur ajoutée.
L’offre d’ISPAT est privilégiée en raison de son engagement à respecter les conventions collectives et à maintenir un niveau d’emploi de 75 % des postes syndiqués pour une durée de cinq ans. Le plan d’affaires comprend aussi la réactivation d’une unité de production et un accès à de nouveaux marchés d’exportation par le réseau mondial du groupe ISPAT, incluant des économies d’énergie et une rationalisation des coûts. Cette vente permet au gouvernement de répondre à ses objectifs de pérennité des opérations, d’impact financier positif, et de retrait complet de sa participation dans Sidbec-Dosco, consolidant ainsi l’entreprise dans un contexte de marché mondial de plus en plus compétitif.
En 1996, Sidbec-Dosco atteint un chiffre d’affaires de 846 millions de dollars et un volume d’expéditions de 1,5 million de tonnes, employant plus de 2000 personnes.

### Sidbec-Feruni et Sidbec International
Sidbec-Feruni joue un rôle clé dans l’approvisionnement en matières premières pour les aciéries de Sidbec-Dosco. En tant que principal acheteur et transformateur de ferraille au Québec, Sidbec-Feruni s’approvisionne en carcasses d’automobiles et d’autres types de ferrailles, qu’elle transforme pour alimenter les aciéries de Sidbec-Dosco. Ce soutien est essentiel pour les activités de production d'acier, permettant à Sidbec-Dosco de maintenir un flux constant de matières premières recyclées.
À la fin des années 1980, Sidbec entreprend une restructuration majeure pour mieux se concentrer sur ses opérations manufacturières et rationaliser sa structure organisationnelle. Dans ce cadre, les filiales Sidbec-Feruni Inc. et Sidbec International Inc., jusqu’alors détenues par Sidbec, sont transférées sous le contrôle de Sidbec-Dosco Inc. le 31 décembre 1987. Ce repositionnement stratégique permet à Sidbec de dissocier ses activités manufacturières des autres opérations, en consolidant sous Sidbec-Dosco l’ensemble des actifs manufacturiers, incluant les nouvelles propriétés et équipements acquis pour plus de 24 millions de dollars.
Quant à Sidbec International, elle demeure une société inactive mais fait également partie du transfert d'actifs. La restructuration marque une étape importante dans l’évolution de Sidbec, car elle vise à renforcer l'efficacité de ses opérations manufacturières tout en clarifiant la répartition de ses actifs et de ses responsabilités financières.

### Sidbec-Normines

#### Création et contexte
Sidbec-Normines est une filiale de Sidbec fondée en 1976 pour assurer une intégration verticale de l’approvisionnement en minerai de fer. Ce projet voit le jour sous la pression du gouvernement québécois, dans le but de soutenir la ville minière de Gagnon, menacée par l’épuisement imminent des gisements de minerai du lac Jeannine,,. L'historique de Sidbec-Normines remonte à 1970, lorsque la Quebec Cartier Mining Company, filiale de la United States Steel Corp., propose à Sidbec de participer à l’exploitation du gisement du lac Fire. Après des études de faisabilité menées de 1972 à 1974, le projet est officiellement lancé en 1975, avec la participation de Sidbec (50,1 %), British Steel Corporation (41,7 %) et Quebec Cartier (8,2 %). Sidbec-Normines est incorporée en juin 1976,.

#### Installations et production
Sidbec-Normines acquiert des installations de production dans la région de Gagnon pour un investissement initial de 230 millions de dollars, et ajoute une usine de bouletage à Port-Cartier pour un coût supplémentaire de 340 millions de dollars. L'exploitation de Sidbec-Normines inclut une mine à ciel ouvert au lac Fire, où le minerai extrait contient entre 32 % et 34% d'oxyde de fer. Ce minerai est transporté par rail jusqu'à un concentrateur situé au lac Jeannine, qui enrichit sa teneur en oxyde de fer à 66 %, avec une capacité annuelle de traitement de 6 millions de tonnes. Le concentrateur est situé près de Gagnon, une ville de 3 200 habitants entièrement dépendante des activités de Sidbec-Normines. Dans ce partenariat, Quebec Cartier gère l’exploitation minière, le transport ferroviaire des concentrés, et le chargement des boulettes de fer destinées à l’exportation.
En 1980, les essais contractuels de parachèvement sont réalisés avec succès, permettant à Sidbec-Normines de devenir pleinement opérationnelle dans ses nouvelles installations. L'usine de bouletage de Port-Cartier reçoit le concentré de fer et transforme ce dernier en boulettes d'oxyde de fer destinées à l'exportation ou à d'autres marchés. Près de l'usine de bouletage se trouve également une installation d'enrichissement qui produit des boulettes à basse teneur en silice, adaptées aux usines de réduction directe.

#### Gestion et difficultés financières
Malgré ces investissements, Sidbec-Normines commence à aggraver les déficits financiers de Sidbec dès 1978,. En 1981, Sidbec-Normines emploie environ 1 500 personnes, soit directement à Port-Cartier, soit par l'intermédiaire de Quebec Cartier. Cependant, avec la crise de l'industrie sidérurgique des années 1980, les difficultés financières s'intensifient.

#### Fermeture et transfert des installations
En 1984, le gouvernement du Parti québécois décide de fermer Sidbec-Normines, et Quebec Cartier reprend l’ensemble des installations, y compris l’usine de bouletage de Port-Cartier, qu’elle modifie par la suite pour traiter les minerais du mont Wright.

## Gouvernance
À sa création, le gouvernement québécois a instauré un conseil d'administration pour superviser la nouvelle société. Cependant, la décision de ne pas inclure de représentant du gouvernement au sein du conseil provoque des critiques, particulièrement de la part de ceux favorables à une entreprise publique. Étant donné les engagements financiers du gouvernement dans Sidbec, certains craignent un manque de contrôle direct sur ses activités.
En 1965, Gérard Filion, alors président de la Société générale de financement (SGF), est désigné pour diriger Sidbec. Sa mission inclut la recherche de partenaires privés, notamment étrangers, afin d'assurer le financement de Sidbec. Cependant, il se heurte à des obstacles importants : les coûts estimés pour le développement de Sidbec augmentent, tandis que l'accès au marché de l’acier, dominé par des acteurs majeurs, reste difficile. En 1966, après des conflits internes et des divergences idéologiques, Filion quitte ses fonctions chez Sidbec pour assumer la présidence de Marine Industries.

### L’arrivée de Jean-Paul Gignac
À la suite du départ de Filion, Jean Lesage nomme Jean-Paul Gignac, un ingénieur de formation, à la tête de Sidbec. Sous la direction de Gignac, Sidbec adopte une stratégie de croissance plus ambitieuse, qui comprend notamment l'acquisition de la Dominion Steel and Coal Corporation (Dosco) en 1968. Cette acquisition marque une étape importante pour Sidbec, lui permettant de s'affirmer davantage sur le marché sidérurgique québécois. Gignac occupe la présidence de Sidbec et de Sidbec-Dosco jusqu’en 1979, supervisant les expansions et les modernisations qui renforcent la compétitivité de l'entreprise.

### Transition vers Robert De Coster
À la suite du départ de Jean-Paul Gignac en 1979, Robert De Coster est nommé président et chef de la direction de Sidbec et de Sidbec-Dosco. Administrateur expérimenté, De Coster a précédemment fondé et dirigé plusieurs organismes publics importants, notamment la Régie de l'assurance automobile du Québec, la Régie des mesures anti-inflationnistes, et la Régie des rentes du Québec. En 1979, il est nommé Officier de l'Ordre du Canada pour sa contribution à l'administration publique et à l'industrie québécoise.
Sous sa direction, Sidbec continue de faire face à des défis financiers, en particulier liés aux opérations de sa filiale minière Sidbec-Normines. En février 1981, De Coster propose un plan radical pour assainir la situation financière de l'entreprise. Ce plan inclut la privatisation de Sidbec, la fermeture de Sidbec-Normines, ainsi que l’abandon de la production de produits plats. Ce projet de restructuration visait à concentrer Sidbec sur ses secteurs les plus rentables et à réduire les coûts liés à ses activités moins performantes.
Malgré ses efforts pour redresser les finances de l’entreprise, De Coster quitte Sidbec à la fin de 1982, laissant l’organisation au milieu d'une période de réorganisation et d’incertitudes économiques.

### La direction de John LeBoutillier
En 1983, John LeBoutillier prend la relève de Robert De Coster comme président et chef de la direction de Sidbec et de sa filiale Sidbec-Dosco, poste qu'il occupe jusqu'en 1996. Fort d’une formation en droit et en administration des affaires, ainsi que d’une expérience dans le secteur des affaires et des organismes publics, LeBoutillier apporte une perspective nouvelle à Sidbec. Sous sa direction, Sidbec-Dosco poursuit sa modernisation et développe des partenariats stratégiques pour renforcer sa position dans le secteur sidérurgique québécois.
LeBoutillier, connu pour ses compétences en restructuration et en redressement, mène Sidbec-Dosco à travers des défis économiques tout en maintenant son influence dans l'industrie sidérurgique canadienne. Sa contribution à Sidbec et à d’autres entreprises lui vaut d’être nommé Membre de l’Ordre du Canada en 2003 pour son engagement dans le développement économique et communautaire du Québec.

## Enjeux environnementaux
Sidbec et ses filiales ont rencontré plusieurs défis environnementaux dans le cadre de leurs activités industrielles.

### Filiale Sidbec-Dosco
En 1971, dans le cadre de la construction de nouvelles installations à Contrecœur, Sidbec-Dosco a annoncé des engagements environnementaux pour sa future usine de réduction de fer, dont le procédé industriel nécessite une consommation importante de gaz naturel, estimée à 25 milliards de pieds cubes par an. Lors d’une séance de l’Office national de l’énergie, un ingénieur-chimiste de Sidbec-Dosco a souligné que le gaz naturel était privilégié pour sa faible empreinte environnementale comparé à d’autres combustibles, ajoutant que Sidbec-Dosco, en tant que société d'État, devait « donner l’exemple » en matière de respect des normes environnementales. L’entreprise a également mentionné l’importance de maintenir ce procédé économique tout en poursuivant ses négociations d’approvisionnement avec Trans-Canada Pipelines Ltd.
Dans un article de 1982, Sidbec-Dosco a été identifiée parmi les quelque 130 entreprises ayant contribué de manière significative à la pollution atmosphérique au Québec, aux côtés de compagnies telles que Stelco et C.I.L.
Plusieurs années après le lancement de ces installations, les 10 et 13 juin 1987, un incident de pollution a eu lieu lorsque Sidbec-Dosco a accidentellement déversé de la graisse rouge Supercrown EPI dans le fleuve Saint-Laurent via son effluent industriel à Contrecœur. Cet événement a conduit à des accusations de pollution, et Sidbec-Dosco a été reconnue coupable au palais de justice de Sorel. Le juge Paul Bélanger de la Cour supérieure a infligé à l'entreprise une amende de 15 000 $ pour pollution et pour avoir creusé un bassin de rétention des eaux sans certificat d'autorisation préalable. En réponse à cet incident, Sidbec-Dosco a changé le type de graisse utilisé et a mis en place un système de détection informatique pour prévenir de futurs déversements.

### Filiale Sidbec-Feruni
L’usine Sidbec-Feruni de Contrecœur, spécialisée dans le recyclage de ferraille, a dû adopter des mesures spécifiques pour limiter l’émission de fumées polluantes. Dans un article publié le 5 juillet 1978, Sidbec a annoncé qu'elle n’achèterait plus de wagons de chemin de fer isolés avec du goudron, car ces wagons, lorsqu’ils étaient brûlés pour séparer le bois de l’acier, émettaient des fumées épaisses et nocives pour l’environnement. Cette décision a été prise à la suite de plaintes de citoyens et de représentations du député de Verchères, Jean-Pierre Charbonneau, qui ont mené Sidbec à réévaluer cette pratique. Par ailleurs, Sidbec a amélioré ses équipements en installant un système de dépoussiérage pour son unité de déchiquetage des carcasses automobiles, permettant de maintenir des émissions de poussières inférieures aux exigences réglementaires. L’entreprise a également assuré que les opérations de brûlage sont effectuées dans des conditions météorologiques favorables pour minimiser leur impact sur les communautés avoisinantes et continue d'explorer des techniques alternatives de traitement des wagons.

## Réflexion historique
Les initiatives sidérurgiques menées par le gouvernement du Québec durant la Révolution tranquille ont suscité des opinions diverses, y compris des critiques de certains leaders impliqués dans ces projets. Gérard Filion, premier président de la Sidbec, a exprimé une vision quelque peu sceptique, qualifiant la sidérurgie de « l’une des aventures loufoques de cette Révolution tranquille ».